# Bible of the Beast
Bible of the Beast je třetí studiové album německo-rumunuské powermetalové kapely Powerwolf, vydané v roce 2009. Bylo nahráno ve studiu Fredman v Göteborgu ve Švédsku.
Powerwolf odhalili podrobnosti o svém třetím albu 25. února 2009. Obal alba odhalili 3. března 2009. 
Singl alba "Raise Your Fist, Evangelist" byl vydán 19. března 2009. 

## Kritický příjem
Deska se dokázala umístit jako první album kapely v německé hitparádě a dosáhla čísla 76. 
Metal Hammer viděli Bible of the Beast jako dosud nejlepší album kapely. „ Bible of the Beast má všechno, v čem Powerwolf vyniká – hymny, bušení a humor – ale bez toho, aby toho bylo příliš, aby to sklouzlo do kýče“. Oceněn byl mnohem agresivnější zpěv zpěváka Attily Dorna. Metal.de napsal: " Bible of the Beast se stala rychlým, chytlavým metalovým albem, které potěší především fanoušky bombastického žánru. Včetně orchestrálních a sborových prvků, samozřejmě ve velkém množství". Tento web také ocenil Dornův „mimořádně dobrý výkon“. Jako posluchač si však musíte „přinést potřebnou toleranci vánku a černý humor, abyste se s touto hudbou opravdu pustili“. 
Píseň „Raise Your Fist, Evangelist“ byla nominována na cenu Metal Hammer „Metal Anthem 2010“.

## Seznam skladeb
| Pořadí         | Název                                        | Délka |
| -------------- | -------------------------------------------- | ----- |
| 1.             | Opening: Prelude to Purgatory                | 1:12  |
| 2.             | Raise Your Fist, Evangelist                  | 4:00  |
| 3.             | Moscow After Dark                            | 3:14  |
| 4.             | Panic in the Pentagram                       | 5:14  |
| 5.             | Catholic in the Morning... Satanist at Night | 3:57  |
| 6.             | Seven Deadly Saints                          | 3:35  |
| 7.             | Werewolves of Armenia                        | 3:54  |
| 8.             | We Take the Church by Storm                  | 3:54  |
| 9.             | Resurrection by Erection                     | 3:50  |
| 10.            | Midnight Messiah                             | 4:12  |
| 11.            | St. Satans Day"                              | 4:30  |
| 12.            | Wolves Against the World                     | 6:04  |
| Celková délka: | Celková délka:                               | 47:36 |

## Sestava
- Attila Dorn – zpěv
- Matthew Greywolf – kytara
- Charles Greywolf – baskytara
- Stéfane Funèbre – bicí
- Falk Maria Schlegel – varhany, klávesy